# Cristóbal Muñoz
Cristóbal Renato Muñoz Nieri (Santiago, Chile; 21 de enero de 2002) es un futbolista profesional chileno, se desempeña como delantero y actualmente milita en Unión San Felipe de la Primera B de Chile. 

## Trayectoria
Ingresó al equipo formativo de la Universidad de Chile un 20 de marzo de 2012, después de haber participado en una prueba masiva.
Hizo debut profesional el día 18 de marzo de 2021 contra San Lorenzo por la Copa Libertadores, esto debido a un brote de COVID-19 que sufrió el equipo azul. Muñoz entró en el minuto 76 por Joaquín Larrivey y el partido acabó en 2-0 a favor de San Lorenzo.
El día 11 de junio de 2021 firmó su primer contrato profesional, sellando su vínculo con Universidad de Chile hasta 2024.

## Estadísticas

### Clubes
| Club                         | Div              | Temporada        | Liga  | Liga  | Copas nacionales | Copas nacionales | Torneos internacionales | Torneos internacionales | Total | Total |
| Club                         | Div              | Temporada        | Part. | Goles | Part.            | Goles            | Part.                   | Goles                   | Part. | Goles |
| ---------------------------- | ---------------- | ---------------- | ----- | ----- | ---------------- | ---------------- | ----------------------- | ----------------------- | ----- | ----- |
| Universidad de Chile · Chile | 1.ª              | 2021             | 1     | 0     | 2                | 0                | 1                       | 0                       | 4     | 0     |
| Universidad de Chile · Chile | 1.ª              | 2022             | 3     | 0     | 1                | 0                | —                       | —                       | 4     | 0     |
| Deportes Santa Cruz · Chile  | 2.ª              | 2024             | 10    | 4     | —                | —                | —                       | —                       | 10    | 4     |
| Deportes Santa Cruz · Chile  | Total club       | Total club       | 10    | 4     | 0                | 0                | 0                       | 0                       | 10    | 4     |
| Universidad de Chile · Chile | 1.ª              | 2024             | 0     | 0     | 5                | 0                | —                       | —                       | 5     | 0     |
| Universidad de Chile · Chile | Total club       | Total club       | 4     | 0     | 8                | 0                | 1                       | 0                       | 13    | 0     |
| Unión San Felipe · Chile     | 2.ª              | 2025             | 2     | 0     | 3                | 0                | —                       | —                       | 5     | 0     |
| Unión San Felipe · Chile     | Total club       | Total club       | 2     | 0     | 3                | 0                | 0                       | 0                       | 5     | 0     |
| Total en carrera             | Total en carrera | Total en carrera | 16    | 4     | 11               | 0                | 1                       | 0                       | 28    | 4     |
| 1. 2. 3.                     |                  |                  |       |       |                  |                  |                         |                         |       |       |

## Palmarés

### Títulos nacionales
| Título     | Club                 | País  | Año  |
| ---------- | -------------------- | ----- | ---- |
| Copa Chile | Universidad de Chile | Chile | 2024 |